# Bombero

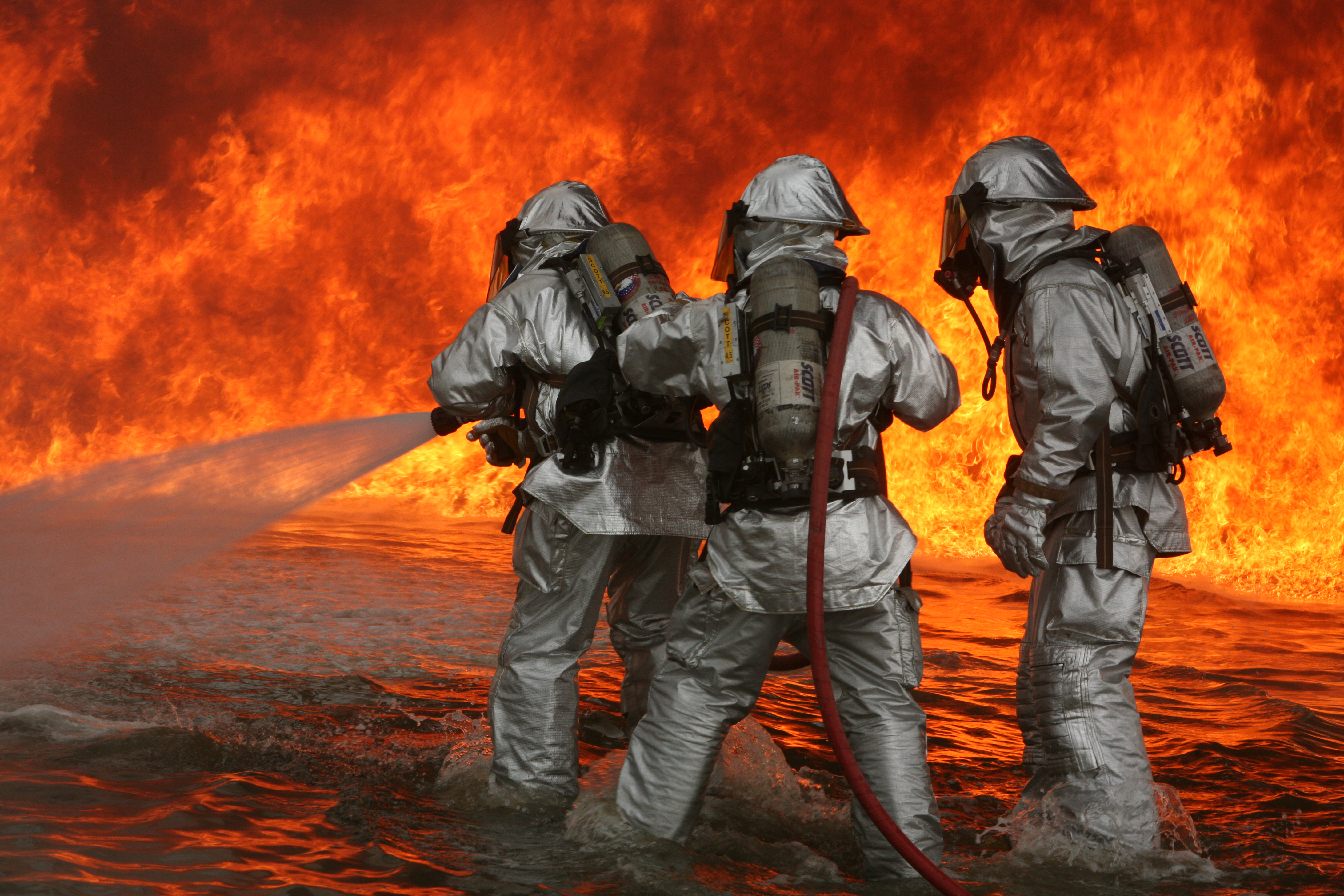
Bomberos en acción, con equipo de protección personal.

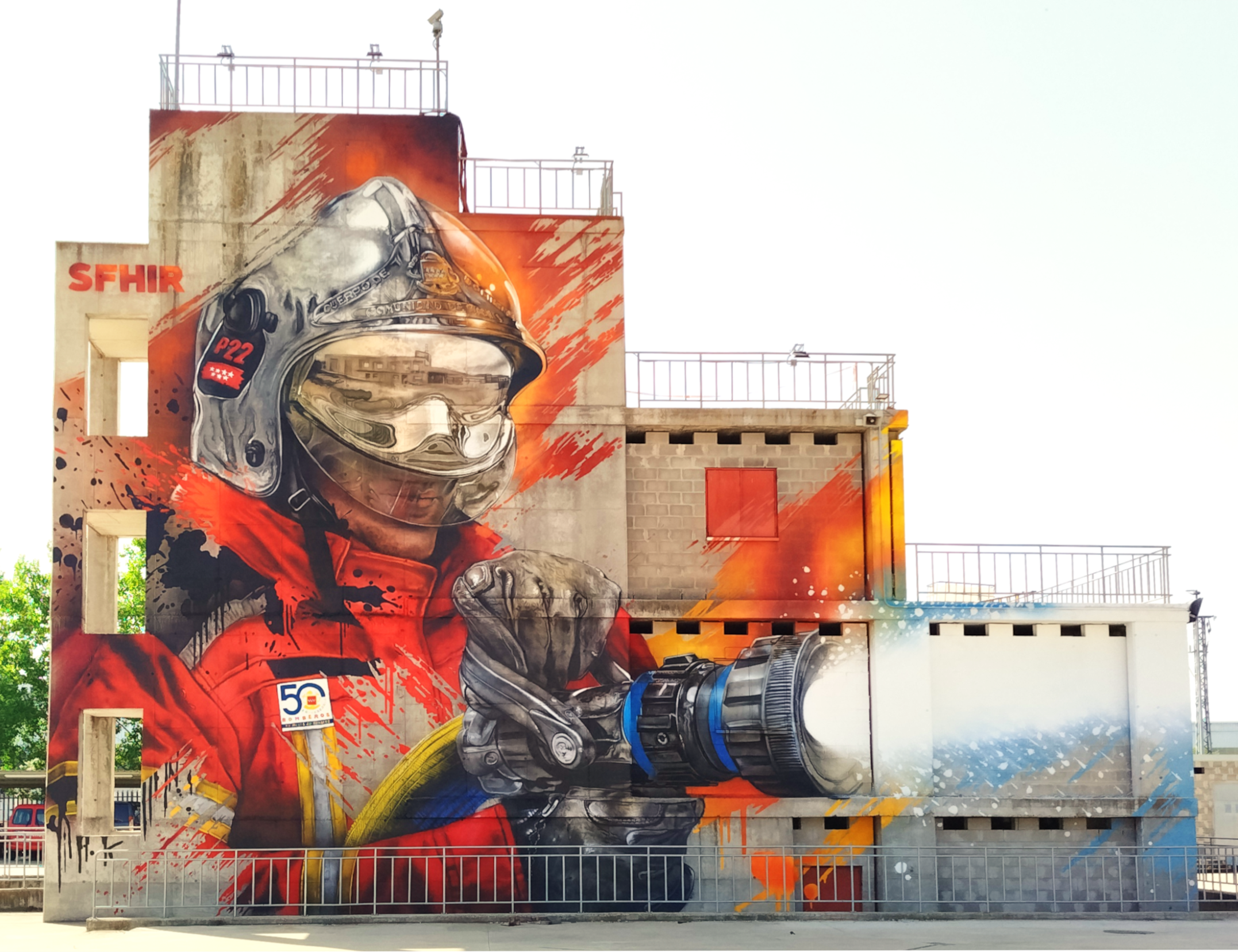
Mural en homenaje a los bomberos

Un bombero es un profesional que se ocupa de combatir los incendios y de asistir a las víctimas de diversos tipos de emergencias, como accidentes de tráfico, derrumbes, inundaciones o derrames químicos. La palabra bombero proviene de bombas hidráulicas, ya que antiguamente se usaban bombas hidráulicas para obtener agua de fuentes cercanas al lugar del incendio. El edificio donde los bomberos guardan su material, descansan y esperan ser llamados para actuar se llama «cuartel o estación de bomberos».

## Teléfonos de bomberos

### Europa y Asia
En la Unión Europea, para llamar a los bomberos en todos los estados existe ya un teléfono único de urgencias, es decir, el que se utiliza para los servicios de urgencias en general, el 112.
En otros países del mundo, suelen existir números específicos para los bomberos, aunque en el caso de España, además del 080 específico, está el generalista 112, donde se puede solicitar cualquier urgencia (médica, policial, social, etc.) ya que pertenece a la red inteligente de telefonía y conecta con el cuerpo de bomberos más cercano al lugar de origen de la llamada.
En Japón se usa el 119 como número de teléfono para los bomberos y ambulancia.

### América
- En Colombia se utilizaba el 112, como en Europa, pero desde 2006 el número único de urgencias es el 123; ya que resulta más fácil de discar en un momento de estrés, a diferencia del anterior. En este número se puede solicitar ayuda o auxilio para cualquier urgencia (médica, policial, militar, psicológica, social, entre otras).

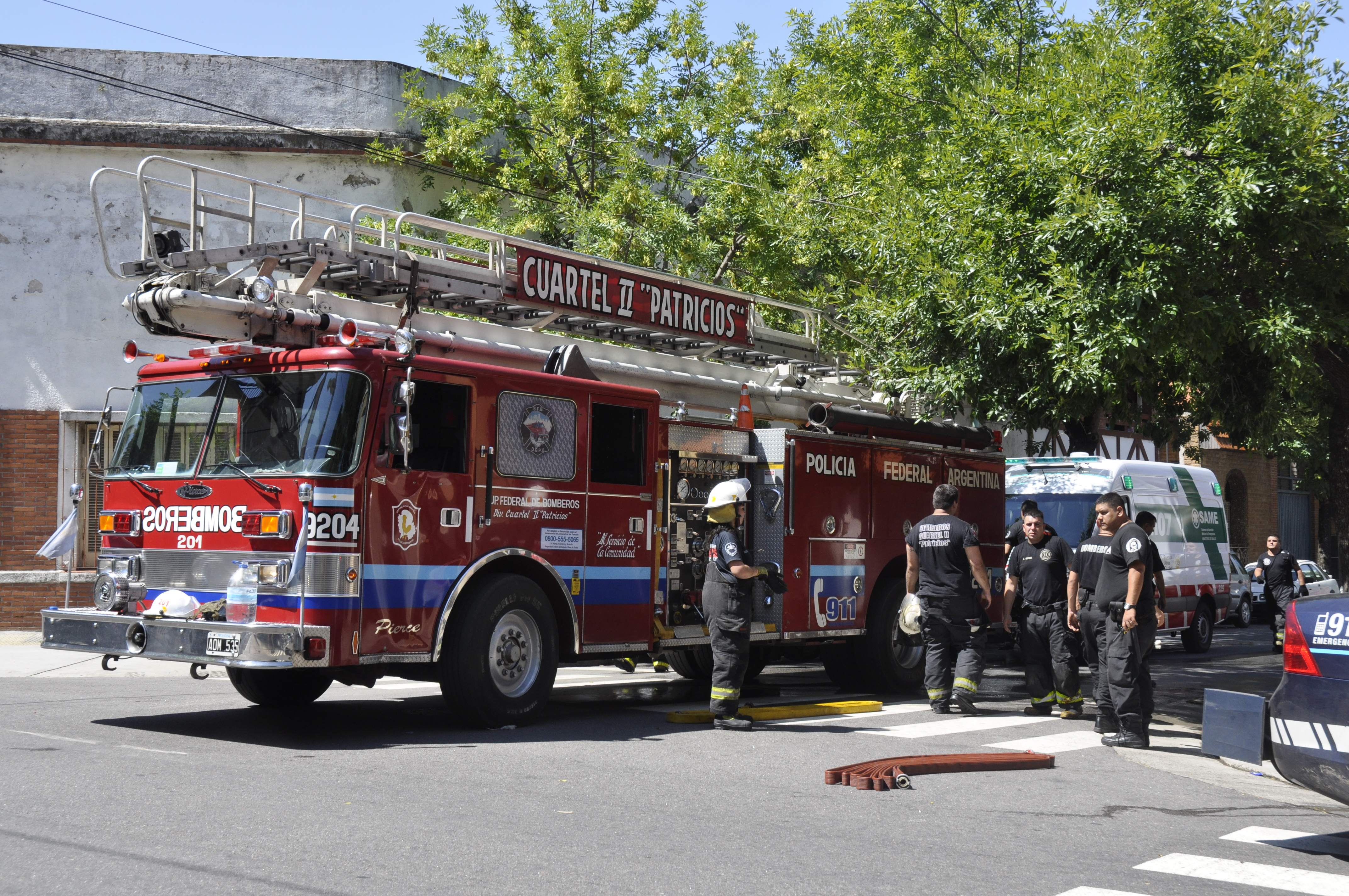
Camión del bomberos del cuartel de Parque Patricios (IV) de la Policía Federal Argentina.

- En Chile se utiliza el 132 para llamar a los bomberos.

- En Perú se utiliza el 116 como número de emergencias para llamar a los bomberos.

- En Panamá se usa el número de teléfono 103

- En Argentina se usa el número de teléfono 100.

## Historia

### Época romana
Hay muchas evidencias históricas de acciones de grupos de personas organizados contra incendios, pero las pruebas más antiguas de lo que podemos comparar con un cuerpo de bomberos actual aparecen con los romanos. En 2004, unos arqueólogos alemanes, bajo la dirección de Bernd Paeffgen, descubrieron en el valle del Rin, lo que fue descrito como una bomba de agua de 1650 años de antigüedad. El equipo contaba además con un tubo delgado de 1.10 que iba unido a la bomba. Inicialmente confundida con una lanza, las pruebas posteriores revelaron que se trataba de un conducto o manguera.
Se atribuye al primer emperador César Augusto la creación oficial del primer cuerpo de bomberos organizado en Roma. Sin embargo años antes, un rico y ambicioso aristócrata llamado Marco Licinio Craso (su riqueza provenía de los bienes raíces y el alquiler inmobiliario) había organizado una especie de servicio contra incendios de Roma, pero también organizó las primeras brigadas de «incendiarios» de las que se tiene referencia en la Historia, asegurando así que sus «bomberos» tuvieran siempre trabajo, y siendo estos controlados por el cruel Craso, no les daba orden de apagar el incendio si el dueño del territorio o construcción no lo vendía a precio de renta en ese instante. Así, la gente prefería ganar el dinero de la venta injustamente, que quedarse una casa o parcela devastadas.

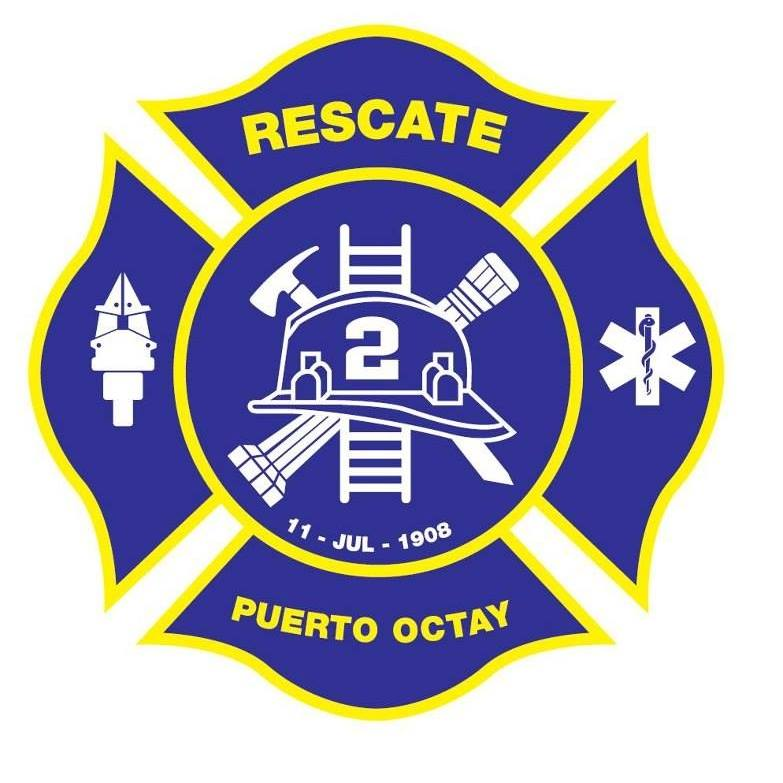
Escudo de la segunda compañía de Bomberos de Puerto Octay (Chile).

### Compañías de bomberos
Los primeros cuerpos de bomberos modernos solían ser compañías privadas dedicadas al control de los incendios, como es el caso de la Union Fire Company, fundada por Benjamin Franklin. No fue hasta a mediados del siglo XIX cuando pasó de ser un ámbito empresarial a ser departamentos públicos del Estado.

## Organización

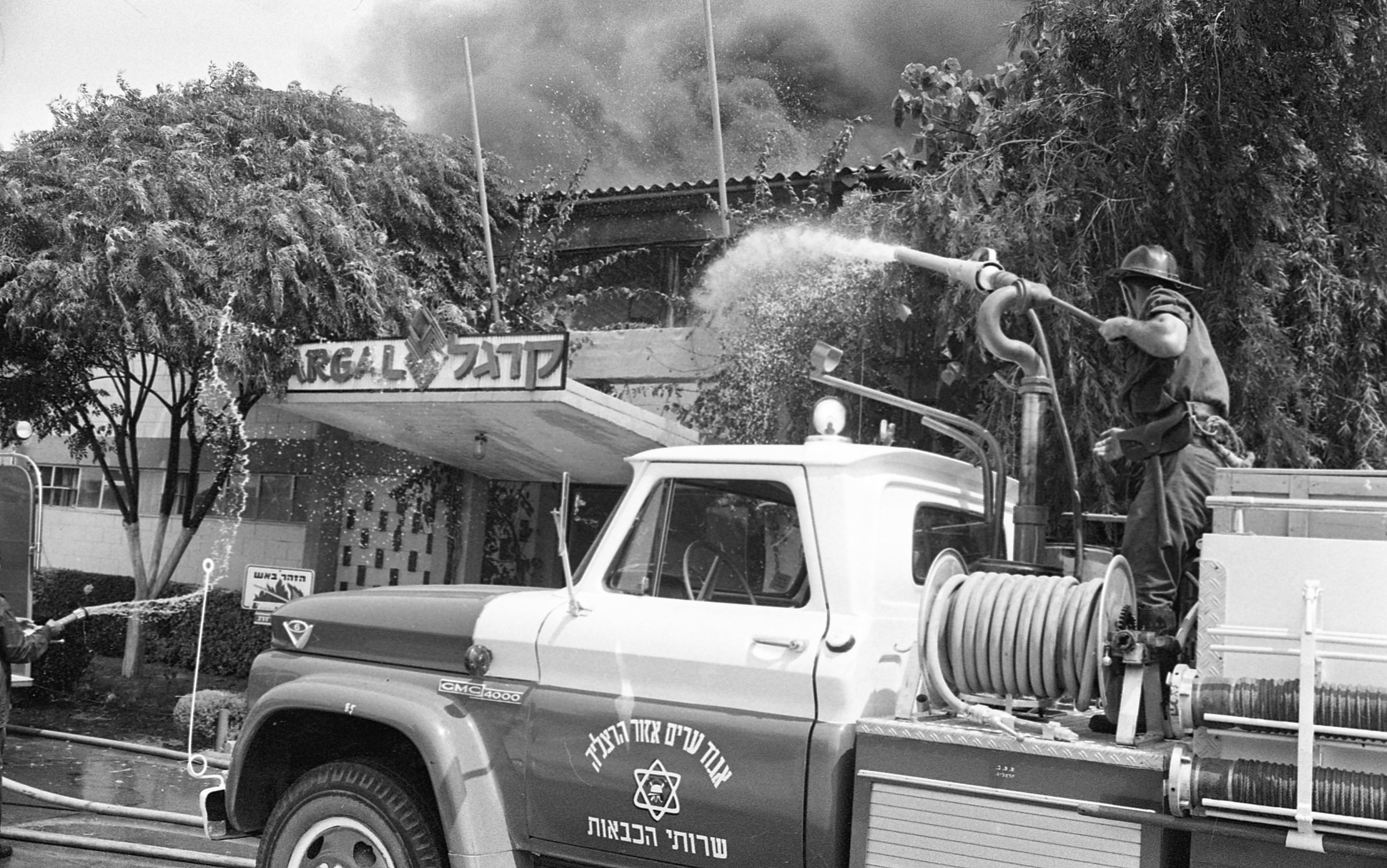
Bomberos de Israel en 1969.

La mayoría de los bomberos pertenecen a cuerpos de titularidad pública y pueden ser de dos tipos: asalariados y voluntarios. También existen bomberos privados (como FALCK en Dinamarca), bomberos forestales, cuerpos de bomberos en fábricas y empresas (como los bomberos de PDVSA en Venezuela) y cuerpos de bomberos dedicados a las áreas universitarias, que generalmente colaboran en investigaciones científicas en pro de la profesión, además de desempeñar las labores típicas de un cuerpo de bomberos.

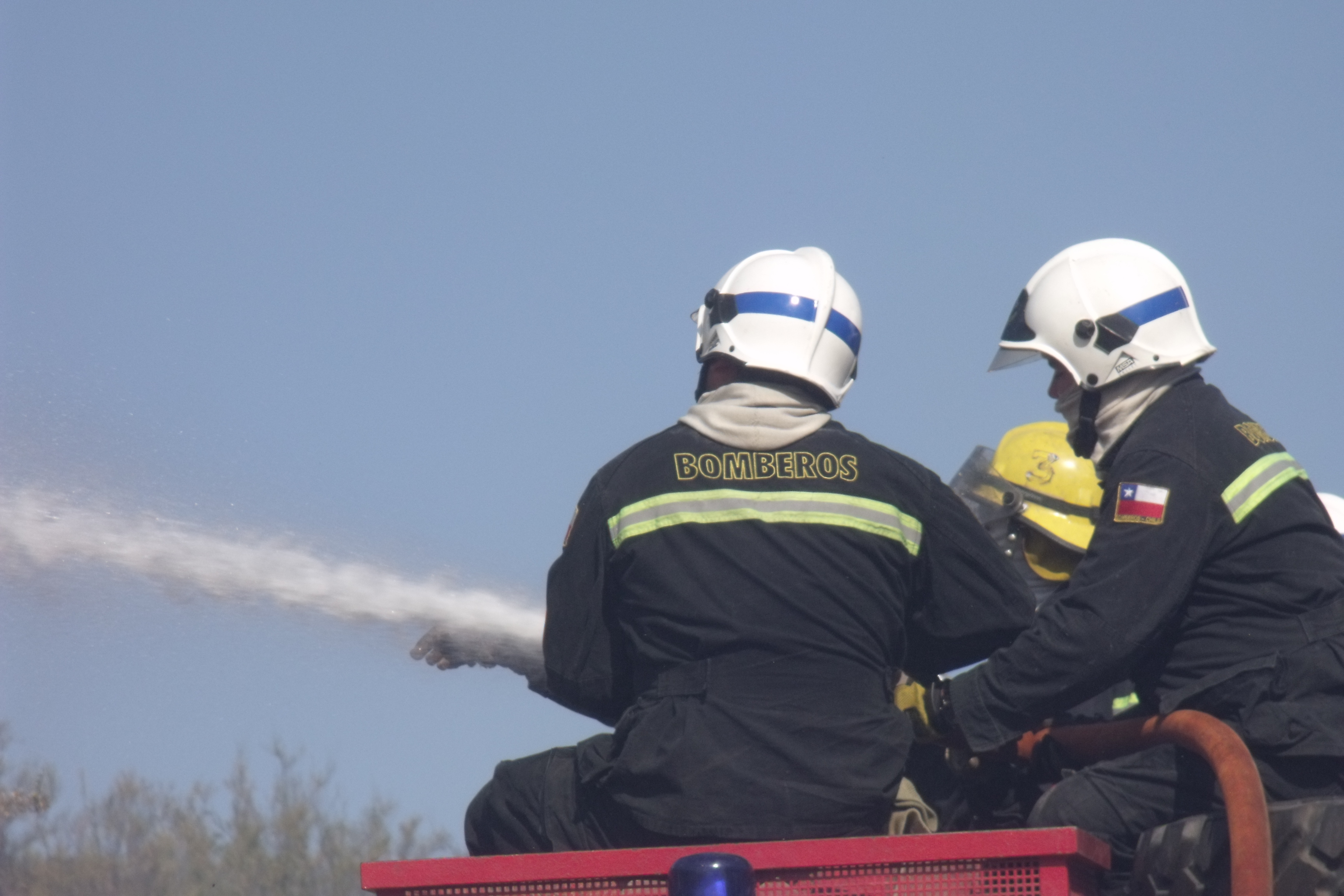
Bomberos de Villa Alemana, Chile.

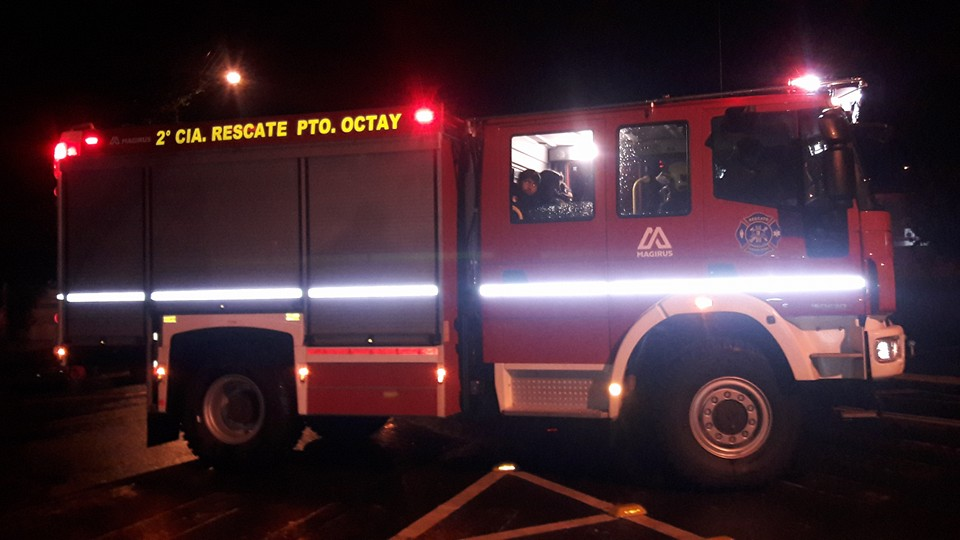
R-2 Segunda Cia. de Bomberos, Puerto Octay, Chile.

En el caso de España (Andalucía, Comunidad Valenciana, Extremadura, etc.) se puede señalar que hay bomberos municipales (del ayuntamiento), de los consorcios de la diputación provincial o comunidad autónoma, otros de los aeropuertos nacionales (AENA), bomberos forestales y finalmente existen los bomberos militares (UME). A los puestos de bombero funcionario se ingresa mediante oposiciones y cumpliendo unos requisitos.
Los bomberos forestales en España tienen reconocida la categoría mediante el Real Decreto 1591/2010, del 26 de noviembre, donde son una figura muy presente debido al gran problema que tiene este país con los incendios forestales.
Trabajan para el ciudadano y el ambiente en las distintas urgencias que producen los incendios forestales, protegiendo así a las personas, los bienes personales, económicos y ambientales.
Cuentan con medios y brigadas terrestres y aéreas, tienen una alta cualificación física y técnica en las distintas técnicas de extinción de incendios forestales. Sirven de apoyo en distintas situaciones de urgencias en el medio rural como inundaciones, caída de árboles, incendios en viviendas o vehículos, etc.
No deben confundirse con las Brigadas de Refuerzo de Incendios Forestales, quienes a diferencia de los bomberos forestales, utilizan medios mecánicos y manuales para conseguir la extinción de los incendios forestales.

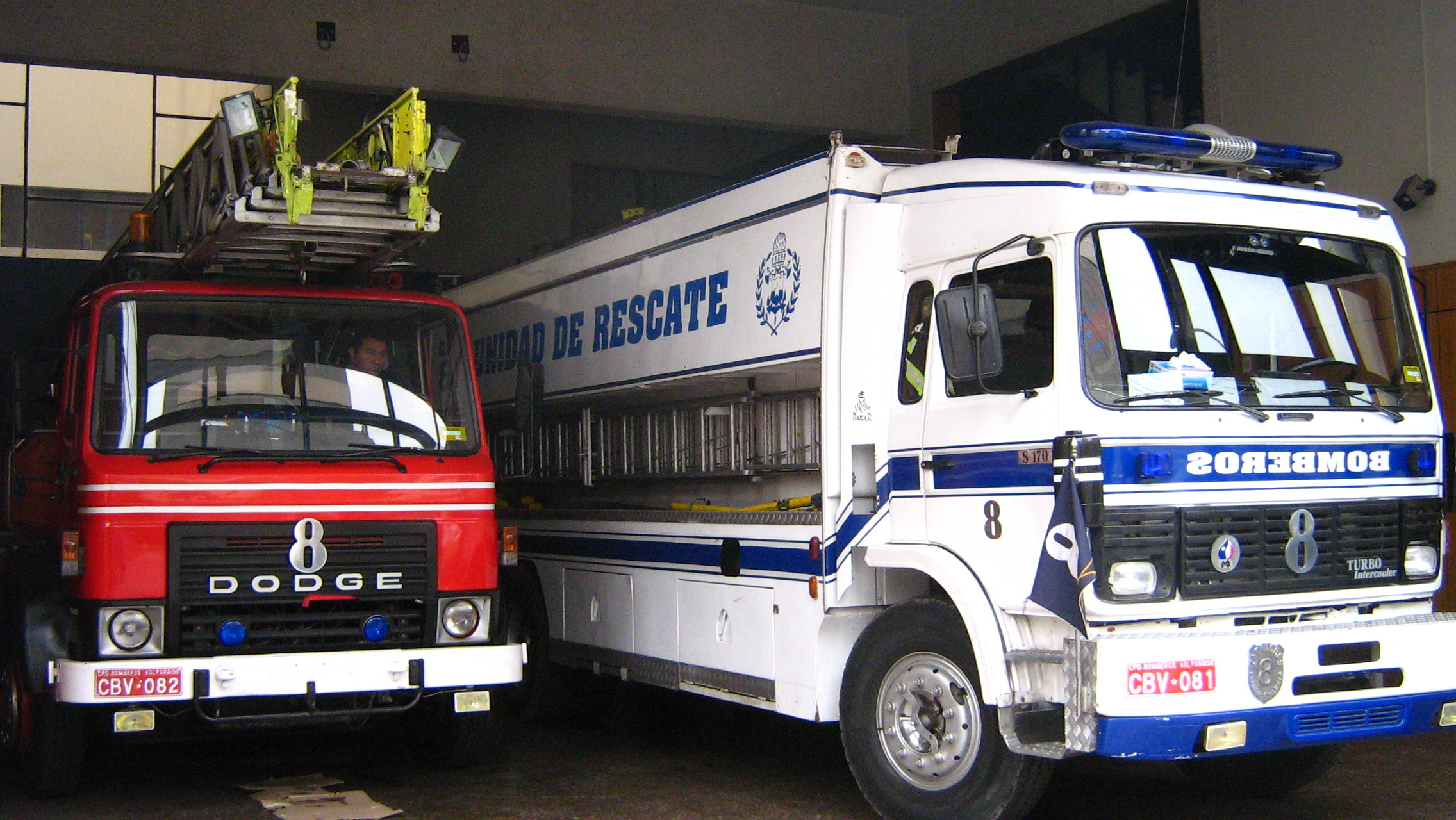
Octava Compañía de Bomberos "Zapadores Franco Chilenos" Valparaíso. Chile.

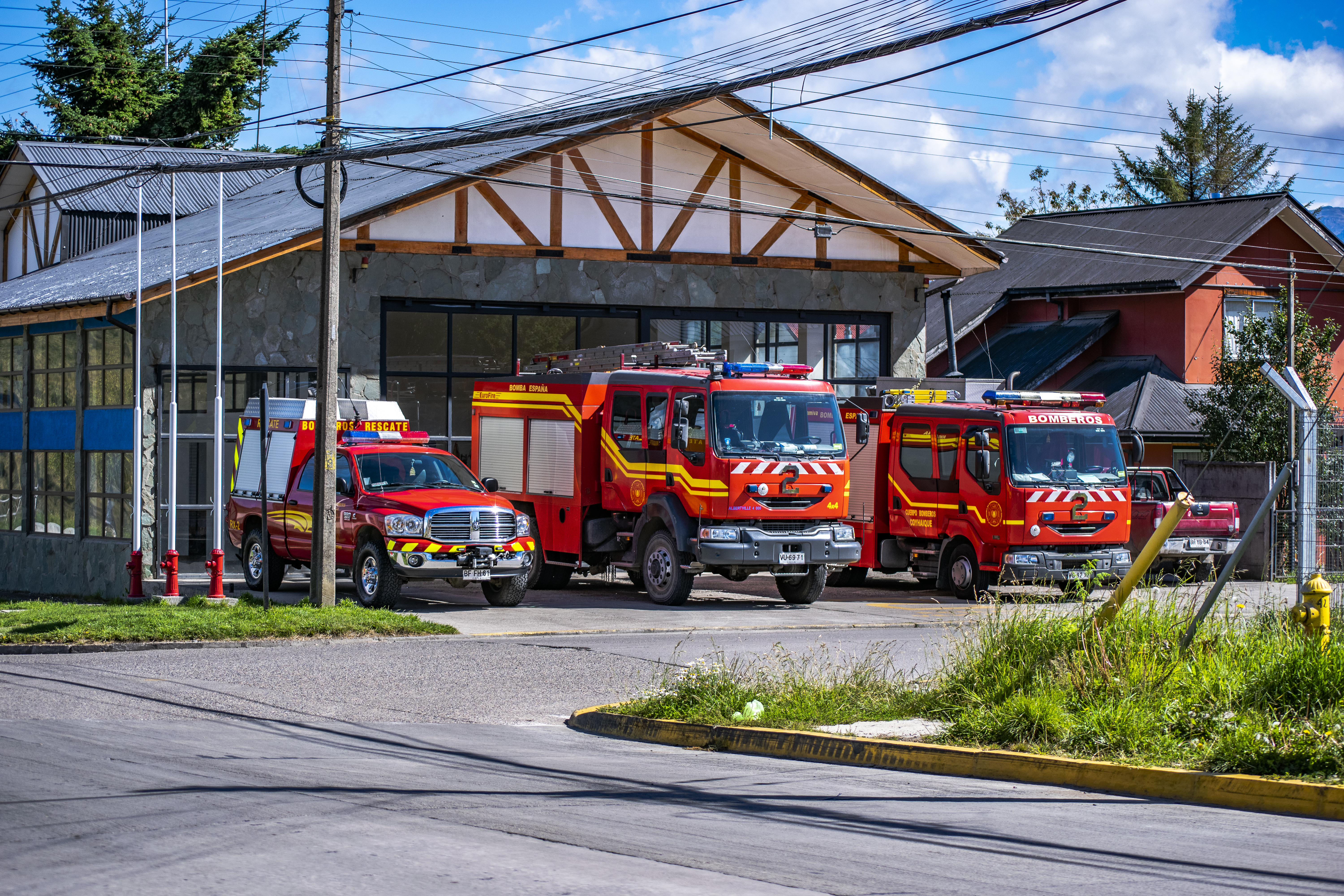
Segunda Compañía de Bomberos "Bomba España" Coyhaique. Chile.

## Acceso al puesto de bombero

### Acciones físicas
Algunas de las pruebas físicas para ser bombero pueden variar según los criterios y decisiones de cada convocante, así como del sexo del candidato.Sin embargo, hay una serie de categorías de pruebas físicas que siempre se repiten: 
- Pruebas acuáticas de natación 50 metros libres, pudiendo ser más según la convocatoria.
- Carreras de velocidad de 100 metros lisos o 200 metros.
- Carreras de resistencia. Carrera de 1000 metros, o más.
- Fuerza de tren superior. Press de banca con un peso en torno a los 45 kilogramos.
- Dominadas.
- Salto vertical.
- Salto de longitud (horizontal) con los pies juntos.

Otras de las pruebas que miden determinadas habilidades requeridas para el puesto como el equilibrio, la claustrofobia o la agilidad, son las siguientes:
- Subida de cuerda.
- Caminar sobre barra de equilibrio.
- Prueba de claustrofobia avanzando por un tubo de escaso diámetro.[7]

### Voluntariado

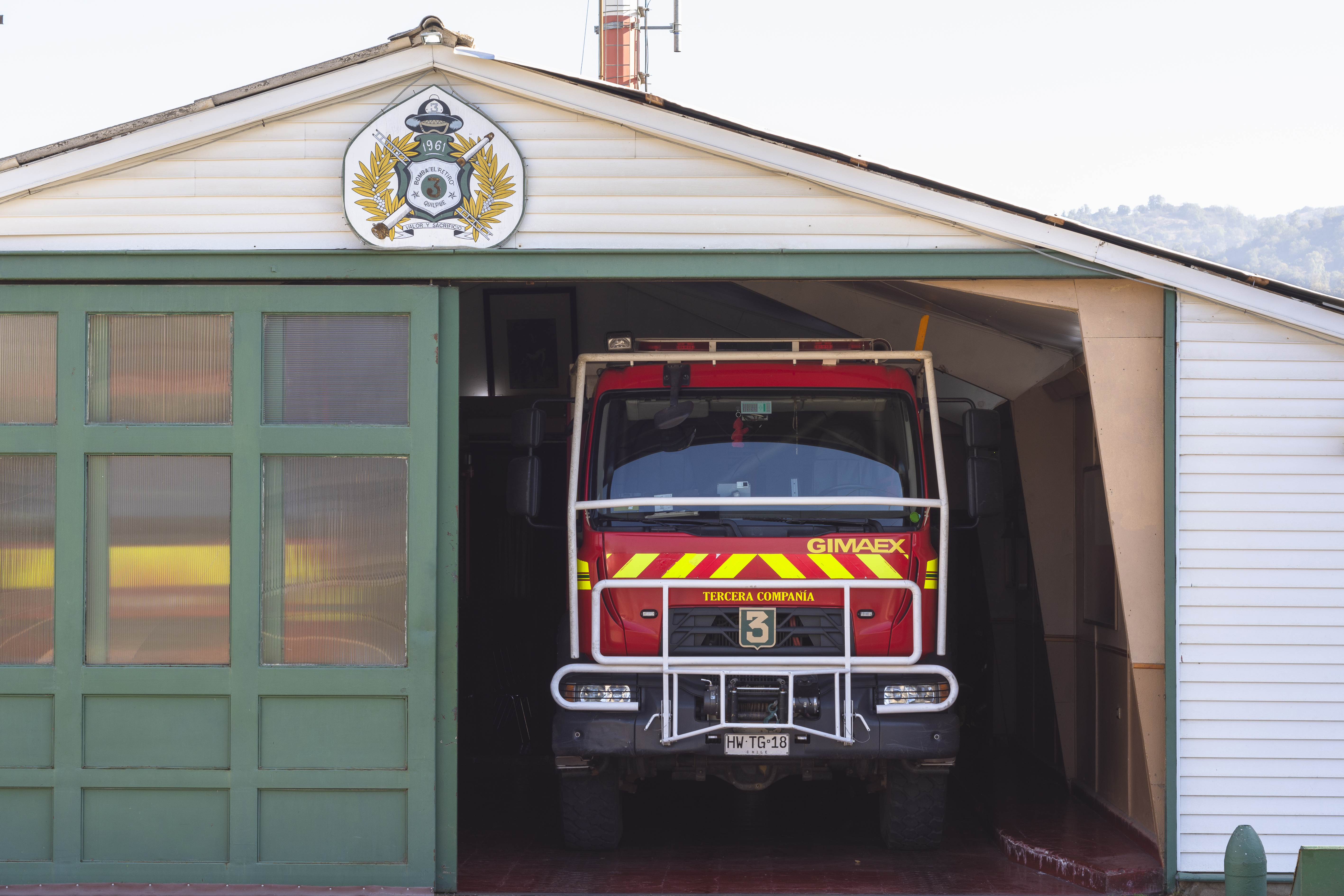
Tercera Compañía de Bomberos de Quilpué, "Bomba El Retiro"

Existen cuerpos de bomberos en que sus miembros no reciben una remuneración por esta actividad y la realizan como un servicio comunitario.
Funcionan como asociaciones civiles independientes sin fin de lucro y sostenidas por contribuciones de los vecinos complementados por subsidios gubernamentales y donaciones de otros países. Muchas de estas asociaciones, sobre todo en las ciudades grandes, tienen un pequeño núcleo de bomberos pagados, como empleados privados, para poder garantizar la prestación del servicio.

#### América del Sur
En países como Ecuador, Perú, Chile, Paraguay, solo existen cuerpos de bomberos voluntarios, que funcionan como una sola institución jurídica dividida en varias compañías y cuerpos, sin recibir salario y obteniendo recursos a través de donaciones, recursos fiscales, incluso del propio dinero de los voluntarios para comprar material, equipos y entrenamiento del personal. 
En Colombia, bajo el amparo normativo, la ley 1575 de 2012, clasifica los bomberos en tres cuerpos de bomberos como los son; cuerpo de bomberos voluntarios con o sin remuneración, el cuerpo de bomberos oficiales, creado por el Concejo municipal, en calidad de empleado Público y por último los bomberos aeronáuticos encargados de la extinción de incendio en los aeropuertos, los tres por mandato de ley, prestan el servicio público esencial de la Gestión Integral del Riesgo Contraincendios, atención a incidente con materiales peligrosos y recate en todas sus modalidades.

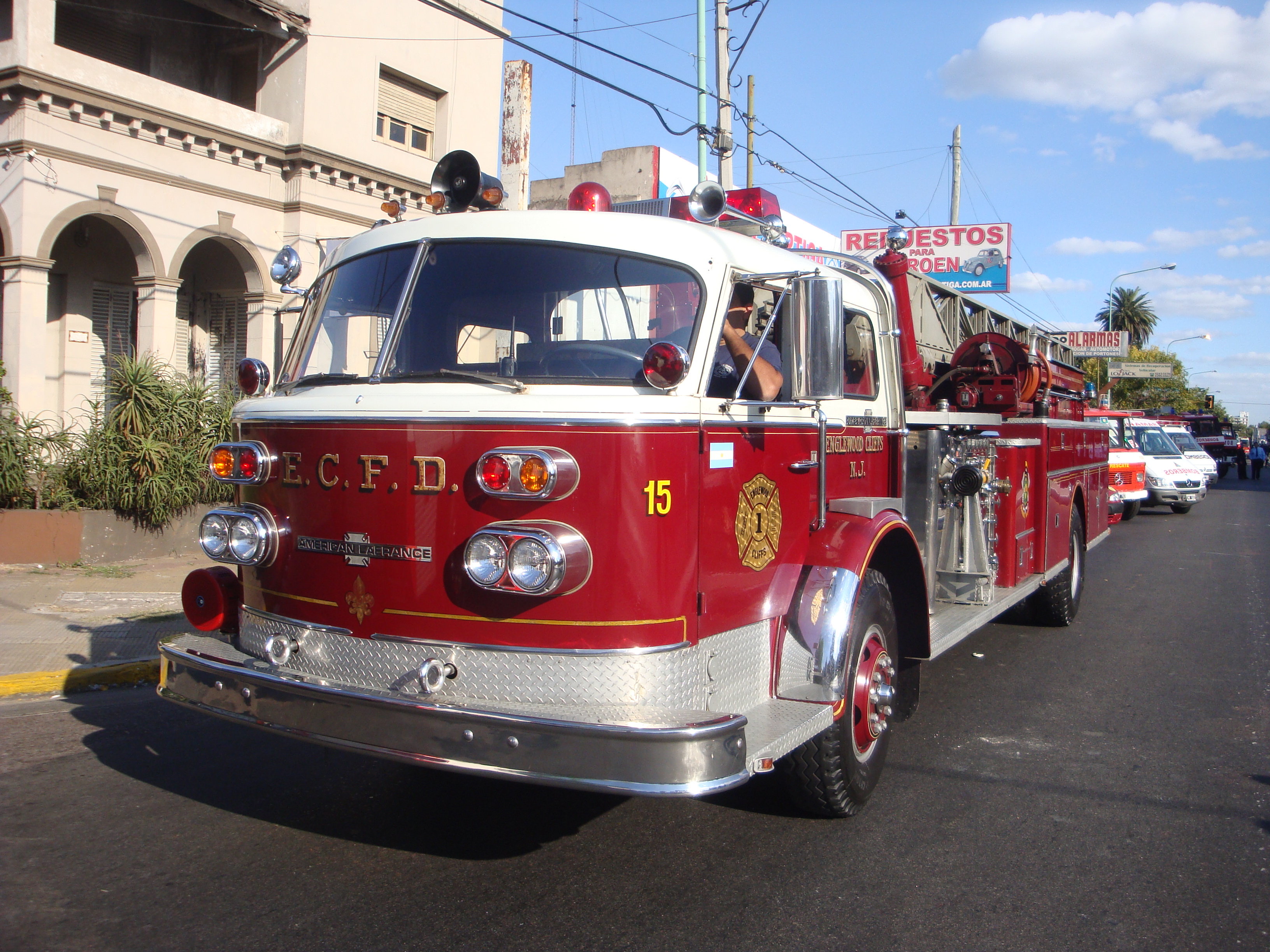
Antiguo camión de bomberos, durante una exhibición en Lomas de Zamora, Argentina.

En Argentina las fuerzas de seguridad (policías provinciales, Policía Federal Argentina y Prefectura Naval) tienen cuerpos de bomberos. En el 80 % del país existen organizaciones comunitarias de bomberos voluntarios. Estas están divididas en regionales. Muchas de ellas pertenecen a federaciones que a su vez se asocian al CNBV (el Consejo Nacional de Bomberos Voluntarios de la República Argentina).
En Venezuela, existen también Bomberos Universitarios. Atienden urgencias dentro de los campus universitarios y las zonas aledañas; sin embargo, su trabajo más importante consiste en el desarrollo de nuevas tecnologías en el área, gracias al alto nivel de educación de sus miembros. En el Cuerpo de Bomberos Voluntarios de la Universidad Central de Venezuela, y el Cuerpo de Bomberos Voluntarios de la Universidad Simón Bolívar alrededor del 80 % de sus miembros tienen un título universitario o están en el proceso de obtener uno. El Cuerpo de Bomberos Voluntarios de la Universidad Santa María, la primera universidad privada que formó un Cuerpo de Bomberos, el 12 de mayo de 2010. Por otra parte, la Universidad Pedagógica Experimental Libertador (UPEL), posee actualmente un Cuerpo de Bomberos Universitarios, ubicado en la ciudad de Maturín, Estado Monagas. Siendo esta Universidad, la principal casa de estudios en Venezuela, encargada de formar a los formadores de sociedades, como son los maestros o profesores.

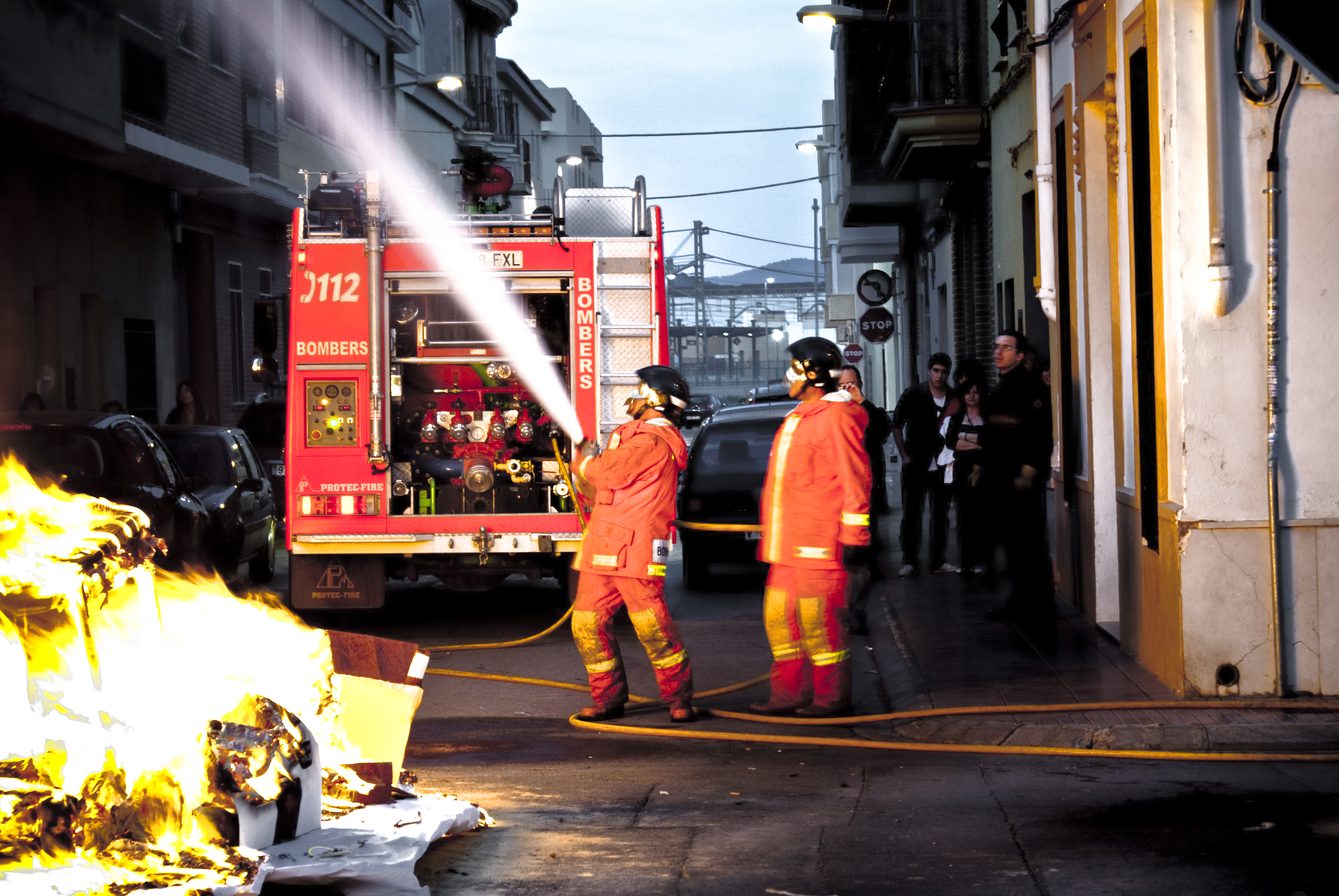
Bomberos de Valencia realizando tareas de control durante la Cremá.

En México, existen bomberos pagados; en su mayoría el salario lo cubren los ayuntamientos con poco presupuesto y también hay bomberos voluntarios. 

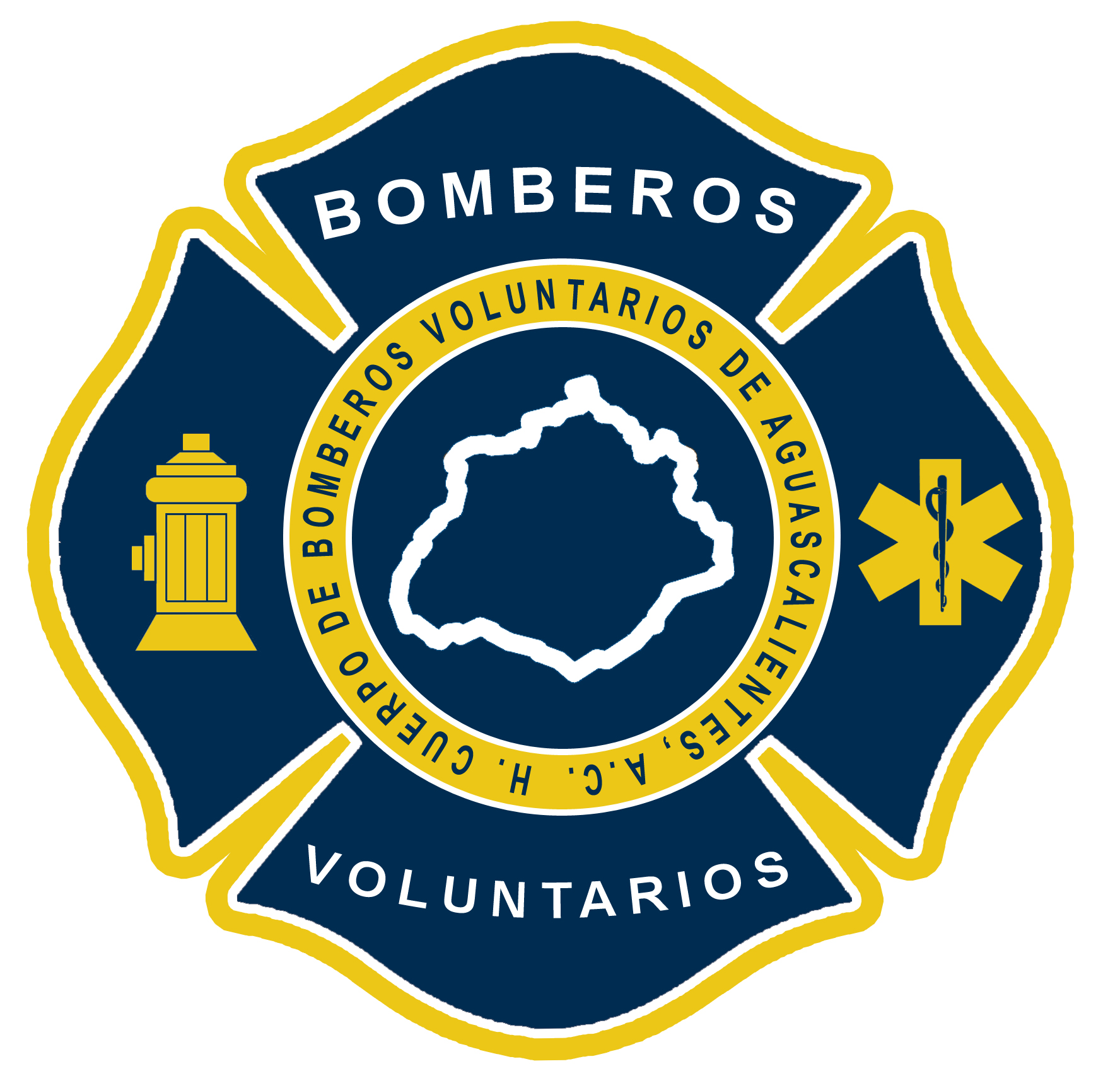
Emblema del H. Cuerpo de Bomberos Voluntarios de Aguascalientes (México).

En Bolivia, existen también cuerpos voluntarios de bomberos que cuentan con apoyo internacional y de las autoridades nacionales, pero el principal cuerpo de bomberos, depende de la Policía Boliviana, de la cual sus elementos realizan cursos de especialización en el área para trabajar como unidad de bomberos en control de incendios, servicio de atención prehospitalaria, explosivos y rescate y salvamento.

#### América Central
Además, en otros países como Honduras, Costa Rica y República Dominicana existen los bomberos voluntarios junto con los bomberos permanentes (asalariados), que reciben la misma capacitación y recursos y son parte importante en la organización del Cuerpo de Bomberos, siendo así los únicos países en el mundo en tener un solo cuerpo de bomberos unificado.